# プラッタ

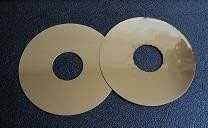
ハードディスクのプラッタ

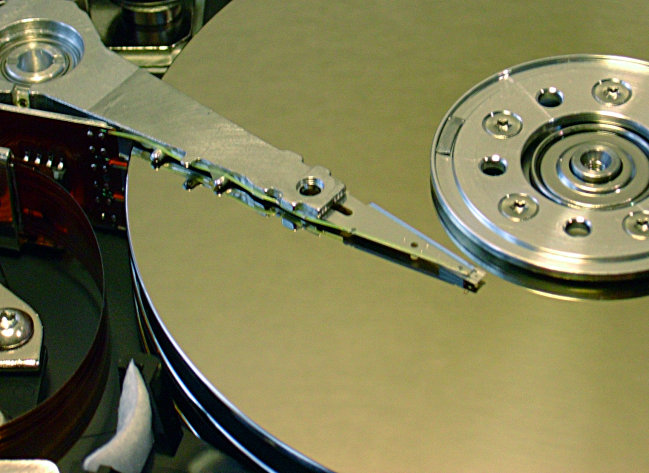
ハードディスクドライブの内部。プラッタが鏡の様にヘッドの姿を写している

プラッタ（Platter）とは、ハードディスクドライブやフロッピーディスクと呼ばれる磁気ディスク装置の、平滑な円盤状の記録用部品のことである。

## 概要
2010年現在では、プラッタを用いたほとんどの記録装置ではプラッタの両面を記録面としており、1枚から4枚程度のプラッタを持った標準的なものはその2倍の2面から8面程度の記録面とその同数の読み書きヘッド／アームを持っている。過去には何十枚ものプラッタを備えてその片面だけを記録面とする製品も存在したが、現在、片面だけを記録面とする形式が存在するかは不明である。円盤の材質はアルミニウム製のものが多いがガラス製やセラミック製もある。これらはいずれも非磁性であり表面に記録用の磁気塗膜が塗られた状態で高い精度の平滑性と表面硬度、高速回転による振動を抑制できる高い剛性、耐衝撃性を備えたものである。こういった磁気記録装置の多くでは小型化が求められるため、ほとんどの装置ではプラッタがドーナッツ状になっていてその中央の穴に駆動モータが位置するようになっている。3.5インチやそれより小さい一般的なHDDではトラッキング処理は記録面ごとに行うためにプラッタ数が増えても読み書き性能に変化はない。
ハードディスクドライブについてはハードディスクドライブを、フロッピーディスクについてはフロッピーディスクを、磁気ディスクについては磁気ディスクを参照のこと。

## 製造

### アルミニウム製プラッタ
一般にA5086系のアルミニウム合金が用いられる。この合金は、表面欠陥の元となるケイ素（Si）と鉄（Fe）の成分を抑制した純度99.94% - 99.99%のアルミニウムに、めっき性を良くするために銅（Cu）と亜鉛（Zn）が加えられたものである。このアルミニウム合金は脱ガス・フィルタ処理が行われてから鋳造され、均質化熱処理と熱間圧延の後に、精密な板厚制御冷間圧延が行われて、板状のコイルとなる。
素材であるアルミニウム・コイルはリコイルによって曲がりが直されてから打ち抜き加工されてドーナッツ状のブランク材となる。ブランク材は積み付け鈍焼によってひずみが直される。この段階でブランク材の表面平坦度は4μm以下になっている。内径と外径が切削加工によって端面処理され表裏2枚の表面がSiCを砥粒とするPVA砥石を備えた両面研削盤で研削加工されて洗浄後、アルミニウム・サブストレートになる。
アルミニウム・サブストレートは洗浄、エッチング処理、ジンケート処理の後にNiPの無電解めっきが施され、再びさらに精密に表面が研削加工される。研削後の洗浄が終わった段階で平滑度は数オングストローム以下となる。
裏打ち層、中間層、磁性体層、保護層、潤滑層などがスパッタ処理などによって表面に塗布され、検査を終えてプラッタの完成となる。